# پاتهانامتیتا
پاتهانامتیتا (به انگلیسی: Pathanamthitta) یک منطقهٔ مسکونی در هند است که در بخش پتهانم تیتا واقع شده‌است. پاتهانامتیتا ۲۳٫۵۰ کیلومتر مربع مساحت و ۱٬۱۹۷٬۴۱۲ نفر جمعیت دارد و ۳۱ متر بالاتر از سطح دریا واقع شده‌است.